# بالرین (فیلم ۲۰۱۶)
بالرین یا پرش (انگلیسی: Ballerina) یک فیلم سه‌بعدی، پویانمایی رایانه‌ای در ژانر فیلم موزیکال، ماجراجویی و کمدی به کارگردانی اریک سامر و اریک وارین است که در سال ۲۰۱۶ منتشر شد.

## داستان
یک دختر یتیم در آرزوی تبدیل شدن به یک رقاص حرفه‌ای بود اما هیچ گونه آموزش رسمی در این زمینه نداشت برای همین تصمیم می گیرد تا از یتیم‌خانه فرار کرده و به پاریس برود. جایی که او می‌تواند یک هویت تازه گرفته و در کلاس های اپرای پاریس شرکت کند. او آموزش های لازم را کسب می‌کند و در میان دانش آموزان آنجا دوستان زیادی پیدا می‌کند. سرپرست اپرای پاریس به نام اودت به همراه یک مخترع جوان به نام ویکتور به او کمک کرده تا با چالش های خود روبه رو شود . فلیسی با شور و شوق زیادی تمرینات سخت خود را انجام می‌دهد تا بتواند رویای خود را به حقیقت تبدیل کند …